# بروس سيمبسون
بروس سيمبسون هو القافز بالزانة كندي، ولد في 6 مارس 1950 في تورونتو في كندا.

## وصلات خارجية
- بروس سيمبسون على موقع الاتحاد الدولي لألعاب القوى (الإنجليزية)
- بروس سيمبسون على موقع أوليمبيديا (الإنجليزية)